# Gấu Vàng
Gấu vàng (tiếng Đức: Goldener Bär) là tên giải thưởng cao nhất của Liên hoan phim quốc tế Berlin dành cho phim tham dự Liên hoan phim này được bầu chọn là xuất sắc nhất. Giải được thành lập từ năm 1951.

## Các phim đoạt giải
| Năm  | Phim                                                             | Đạo diễn                   | Quốc gia                                    |
| ---- | ---------------------------------------------------------------- | -------------------------- | ------------------------------------------- |
| 1951 | Die Vier im Jeep                                                 | Leopold Lindtberg          | Thụy Sĩ                                     |
| 1951 | ...Sans laisser d'adresse                                        | Jean-Paul Le Chanois       | Pháp                                        |
| 1951 | In Beaver Valley                                                 | James Algar                | Hoa Kỳ                                      |
| 1951 | Justice est faite                                                | André Cayatte              | Pháp                                        |
| 1951 | Cinderella                                                       | Wilfred Jackson            | Hoa Kỳ                                      |
| 1952 | One Summer of Happiness (Hon dansade en sommar)                  | Arne Mattsson              | Thụy Điển                                   |
| 1953 | The Wages of Fear (Le salaire de la peur)                        | Henri-Georges Clouzot      | Pháp/ Ý                                     |
| 1954 | Hobson's Choice                                                  | David Lean                 | Anh                                         |
| 1955 | The Rats (Die Ratten)                                            | Robert Siodmak             | Tây Đức                                     |
| 1956 | Invitation to the Dance                                          | Gene Kelly                 | Hoa Kỳ                                      |
| 1957 | 12 Angry Men                                                     | Sidney Lumet               | Hoa Kỳ                                      |
| 1958 | Wild Strawberries (Smultronstället)                              | Ingmar Bergman             | Thụy Điển                                   |
| 1959 | The Cousins (Les cousins)                                        | Claude Chabrol             | Pháp                                        |
| 1960 | El Lazarillo de Tormes                                           | César Fernández Ardavín    | Tây Ban Nha                                 |
| 1961 | The Night (La notte)                                             | Michelangelo Antonioni     | Ý/ Pháp                                     |
| 1962 | A Kind of Loving                                                 | John Schlesinger           | Anh                                         |
| 1963 | The Devil (Il diavolo)                                           | Gian Luigi Polidoro        | Ý                                           |
| 1963 | Bushidô zankoku monogatari                                       | Tadashi Imai               | Nhật Bản                                    |
| 1964 | Reflections (Susuz yaz)                                          | Metin Erksan               | Thổ Nhĩ Kỳ                                  |
| 1965 | Alphaville                                                       | Jean-Luc Godard            | Pháp/ Ý                                     |
| 1966 | Cul-de-Sac                                                       | Roman Polanski             | Anh                                         |
| 1967 | Le départ                                                        | Jerzy Skolimowski          | Bỉ                                          |
| 1968 | Who Saw Him Die? (Ole dole doff)                                 | Jan Troell                 | Thụy Điển                                   |
| 1969 | Early Works (Rani radovi)                                        | Želimir Žilnik             | Nam Tư                                      |
| 1970 | không trao giải                                                  | không                      | không                                       |
| 1971 | The Garden of the Finzi-Continis (Il giardino dei Finzi-Contini) | Vittorio De Sica           | Ý/ Tây Đức                                  |
| 1972 | The Canterbury Tales (I Racconti di Canterbury)                  | Pier Paolo Pasolini        | Ý                                           |
| 1973 | Distant Thunder (Ashani Sanket)                                  | Satyajit Ray               | Ấn Độ                                       |
| 1974 | The Apprenticeship of Duddy Kravitz                              | Ted Kotcheff               | Canada                                      |
| 1975 | Adoption (Örökbefogadás)                                         | Márta Mészáros             | Hungary                                     |
| 1976 | Buffalo Bill and the Indians, or Sitting Bull's History Lesson   | Robert Altman              | Hoa Kỳ                                      |
| 1977 | The Ascent (Voskhozhdeniye)                                      | Larisa Shepitko            | Liên Xô                                     |
| 1978 | Las truchas                                                      | José Luis García Sánchez   | Tây Ban Nha                                 |
| 1978 | Ascensor                                                         | Tomás Muñoz                | Tây Ban Nha                                 |
| 1978 | Las palabras de Max                                              | Emilio Martínez Lázaro     | Tây Ban Nha                                 |
| 1979 | David                                                            | Peter Lilienthal           | Tây Đức                                     |
| 1980 | Heartland                                                        | Richard Pearce             | Hoa Kỳ                                      |
| 1980 | Palermo or Wolfsburg (Palermo oder Wolfsburg)                    | Werner Schroeter           | Tây Đức                                     |
| 1981 | Hurry, Hurry! (Deprisa, deprisa)                                 | Carlos Saura               | Tây Ban Nha (với Pháp)                      |
| 1982 | Veronika Voss (Die Sehnsucht der Veronika Voss)                  | Rainer Werner Fassbinder   | Tây Đức                                     |
| 1983 | Ascendancy                                                       | Edward Bennett             | Anh                                         |
| 1983 | The Beehive (La colmena)                                         | Mario Camus                | Tây Ban Nha                                 |
| 1984 | Love Streams                                                     | John Cassavetes            | Hoa Kỳ                                      |
| 1985 | Die Frau und der Fremde                                          | Rainer Simon               | Tây Đức                                     |
| 1985 | Wetherby                                                         | David Hare                 | Anh                                         |
| 1986 | Stammheim                                                        | Reinhard Hauff             | Tây Đức                                     |
| 1987 | The Theme (Tema)                                                 | Gleb Panfilov              | Liên Xô                                     |
| 1988 | Cao lương đỏ                                                     | Zhang Yimou                | Trung Quốc                                  |
| 1989 | Rain Man                                                         | Barry Levinson             | Hoa Kỳ                                      |
| 1990 | Music Box                                                        | Costa-Gavras               | Hoa Kỳ                                      |
| 1990 | Larks on a String (Skrivánci na niti)                            | Jiri Menzel                | Tiệp Khắc                                   |
| 1991 | The House of Smiles (La casa del sorriso)                        | Marco Ferreri              | Ý                                           |
| 1992 | Grand Canyon                                                     | Lawrence Kasdan            | Hoa Kỳ                                      |
| 1993 | Woman Sesame Oil Maker (Xiang hun nu)                            | Xie Fei                    | Trung Quốc                                  |
| 1993 | The Wedding Banquet (Xi yan)                                     | Ang Lee                    | Đài Loan/ Hoa Kỳ                            |
| 1994 | In the Name of the Father                                        | Jim Sheridan               | Ireland/ Anh                                |
| 1995 | The Bait (L'appât)                                               | Bertrand Tavernier         | Pháp                                        |
| 1996 | Sense and Sensibility                                            | Ang Lee                    | Hoa Kỳ/ Anh                                 |
| 1997 | The People vs. Larry Flynt                                       | Miloš Forman               | Hoa Kỳ                                      |
| 1998 | Central Station (Central do Brasil)                              | Walter Salles              | Brasil                                      |
| 1999 | The Thin Red Line                                                | Terrence Malick            | Hoa Kỳ                                      |
| 2000 | Magnolia                                                         | Paul Thomas Anderson       | Hoa Kỳ                                      |
| 2001 | Intimacy                                                         | Patrice Chéreau            | Anh (với Pháp, Đức, Tây Ban Nha)            |
| 2002 | Sen và Chihiro ở thế giới thần bí                                | Miyazaki Hayao             | Nhật Bản                                    |
| 2002 | Bloody Sunday                                                    | Paul Greengrass            | Anh Quốc/ Ireland                           |
| 2003 | In This World                                                    | Michael Winterbottom       | Anh                                         |
| 2004 | Head-On (Gegen die Wand)                                         | Fatih Akin                 | Đức/ Thổ Nhĩ Kỳ                             |
| 2005 | U-Carmen eKhayelitsha                                            | Mark Dornford-May          | Nam Phi                                     |
| 2006 | Grbavica                                                         | Jasmila Žbanić             | Bosna và Hercegovina (với Áo, Đức, Croatia) |
| 2007 | Tuya's Marriage (Tuya de hun shi)                                | Wang Quan'an               | Trung Quốc                                  |
| 2008 | The Elite Squad (Tropa de Elite)                                 | José Padilha               | Brasil                                      |
| 2009 | The Milk of Sorrow (La teta asustada)                            | Claudia Llosa              | Perú                                        |
| 2010 | Honey (Bal)                                                      | Semih Kaplanoğlu           | Thổ Nhĩ Kỳ                                  |
| 2011 | Nader and Simin, A Separation                                    | Asghar Farhadi             | Iran                                        |
| 2012 | Cesare deve morire (Caesar Must Die)                             | Paolo and Vittorio Taviani | Ý                                           |
| 2013 | Child's Pose (Poziţia Copilului)                                 | Călin Peter Netzer         | România                                     |
| 2014 | Black Coal, Thin Ice                                             | Diao Yinan                 | Trung Quốc                                  |
| 2015 | Taxi                                                             | Jafar Panahi               | Iran                                        |
| 2016 | Fire at Sea                                                      | Gianfranco Rosi            | Italy                                       |

## Gấu vàng – Giải danh dự
| Năm  | Người đoạt giải                       |
| ---- | ------------------------------------- |
| 1982 | James Stewart                         |
| 1988 | Alec Guinness                         |
| 1989 | Dustin Hoffman                        |
| 1990 | Oliver Stone                          |
| 1993 | Gregory Peck và Billy Wilder          |
| 1994 | Sophia Loren                          |
| 1995 | Alain Delon                           |
| 1996 | Elia Kazan và Jack Lemmon             |
| 1997 | Kim Novak                             |
| 1998 | Catherine Deneuve                     |
| 1999 | Shirley MacLaine                      |
| 2000 | Jeanne Moreau                         |
| 2001 | Kirk Douglas                          |
| 2002 | Robert Altman và Claudia Cardinale    |
| 2003 | Anouk Aimée                           |
| 2004 | Fernando Solanas                      |
| 2005 | Im Kwon-taek và Fernando Fernán Gómez |
| 2006 | Andrzej Wajda và Ian McKellen         |
| 2007 | Arthur Penn                           |
| 2008 | Francesco Rosi                        |
| 2009 | Maurice Jarre                         |
| 2010 | Wolfgang Kohlhaase và Hanna Schygulla |
| 2011 | Armin Mueller-Stahl                   |
| 2012 | Meryl Streep                          |
| 2013 | Claude Lanzmann                       |

## Người đoạt giải 2 lần
- Lý An (1993; 1996)